# Ubojstva u Pakračkoj Poljani
Ubojstva u Pakračkoj Poljani označavaju ratni zločin koji su počinile hrvatske paravojne postrojbe Tomislava Merčepa koje su ubile između 20-ak i 100-injak uglavnom srpskih, ali i hrvatskih civila u polju kraj Pakraca od listopada 1991. do ožujka 1992. tijekom Domovinskog rata. Milorad Pupovac je izjavio da je u tih pet mjeseci u Pakračkoj Poljani ubijeno između 200 i 300 osoba. Miro Bajramović, jedan od pripadnika paravojne postrojbe, tvrdi da je prema njegovim procjenama ubijeno oko 280 osoba na toj lokaciji. Ondje je ubijeno više osoba srpske nacionalnosti, uglavnom one kod kojih je nađeno bilo kakvo oružje, a koje bi prethodno bile odvođene iz svojih domova u Zagrebu, okolnih sela iz Pakraca, Kutine i Garešnice, privremeno pritvarane u improvizirani logor, a potom nestajale. Zapovjednik postrojbe Franjo Nemet potvrdio je u istrazi da je 192 dobrovoljca sa statusom policijskih specijalaca nakon kraće obuke upućeno u Pakrac Jedna od žrtava postrojbe bila je i zagrebačka obitelj Zec.
Početkom rujna 1997. Feral Tribune objavljuje ispovijed Mire Bajramovića, koji javnosti objavljuje priču o ubijanju i mučenju nevinih ljudi u svlačionici NK "Jedinstva". Nakon toga, uslijedilo je sudsko procesuiranje slučaja. Prema procjenama, logor je u Poljani imao dvojaku funkciju: “vojno-političku”, za zastrašivanje i protjerivanje nepoćudnog stanovništva, te “privatno-poduzetničku”, kao gnijezdo bande kriminalaca koji su ljude otimali radi iznude, pljačke ili iživljavanja.

## Opis događaja
Damir Kufner je u studenom 1991. godine, tijekom obrane šireg područja Pakraca od oružanih napada paravojnih formacija pobunjenog dijela srpskog stanovništva i pridružene tadašnje Jugoslavenske narodne armije, u prostorijama motela "Ribarska koliba" na ribnjacima u mjestu Marino Selo, a prethodno odlukom Štaba teritorijalne obrane Pakrac da se na područu Pakraca iz redova dragovoljaca Zbora narodne garde formira vod vojne policije
koji će djelovati na tom području, kao načelnik za sigumost Štaba teritorijalne obrane Pakrac preuzeo zapovjedništvo postrojbe pod formacijskim nazivom "Vod vojne policije YP 3026 pi 76. samostalnom
bataljunu Zbora narodne garde". Baza voda se nalazila u "Ribarskoj kolibi".
Kada je otkriveno da mještani Kipa srpske nacionalnosti posjeduju oružje vojnog porijekla, privedena su tri srpska civila, koja su zatečena kako kopaju rovove sakrivši oružje u obližnje grmove. Kufner je protivno odredbama Ženevske konvencije kao faktički zapovjednik u dva navrata naredio pripadniku voda vojne policije Damiru Jiraseku da ih uhiti i dovede u improvizirani zatvor radi ispitivanja, uručivši također popis kuća u kojem bi se oružje trebalo nalaziti. U razdoblju od 13. do 16. studenog 1991. iz Kipa u improvizirani zatvor u Marinom Selu uhitili su i doveli 12 civila zajedno s prethodnom trojicom u podrumu baze koji je određen kao zatvor. Kasnije je dovedeno još par civila. Pojedini pripadnici voda su te civile fizički i psihički zlostavljali na način da su ih priključivali na induktor i puštali struju, sjekli uši, rezali po prsima i solili rane, gazlli nogama, tukli metalnim šipkama i drvenim palicama. Pojedini pripadnici voda tjerali su zatočenike da čiste prostorije motela, čiste im cipele, cijepaju drva za
ogrjev, da preko dana borave ispred motela.
U razdoblju od 15. do 26. studenoga 1991. umrlo je njih 13, petero je nestalo a samo šestero je preživjelo, koji su predani u Policijsku postaju u Daruvaru.
Miro Bajramović tvrdi da pripadnici paravojne postrojbe u tom razdoblju nisu pitali nadređeno tko je četnik a tko nije, nego da su sve zarobljenike srpske nacionalnosti tretirali jednako te ih ispitivali o suradnji s agresorom. Na toj lokaciji, zatvorenicima su zabilježena teška kršenja ljudskih prava: Bajramović opisuje kako su ljude polijevali benzinom i zapalili, na rane im stavljali ocat,
 priključivali osobe na induktor,
, zabijali čavle u nokte
 te ih premlaćivali. Među žrtvama je bilo i deset žena, a izuzev jedne starice, sve ostale su silovane.

## Suđenja
Nakon podignute optužnice u prosincu 1997. za kazneno djelo ubojstva, iznude i protupravnog lišavanja slobode na području Pakračke Poljane, Munib Suljić, Siniša Rimac, Igor Mikola, Miro Bajramović i Branko Šarić, poznati i kao "merčepovci", jer su bili pripadnici pričuvnog sastava MUP-a, odvedeni su pred suđenje koje je počelo u rujnu 1998. Prvi su put nepravomoćno osuđeni u svibnju 1999. godine. U policiji i istrazi priznali su i opisali ubojstva. No pošto prilikom davanja izjava nisu imali osiguranu obranu, odnosno odvjetnike, ispitivanje je ponovljeno na suđenju, odnosno glavnoj raspravi, pri čemu je dio spisa s njihovim priznanjima morao biti izdvojen. Tom prilikom su se optuženi branili šutnjom i slučaj je završio njihovim oslobađanjem. U "slučaju Pakračke Poljane" bio je uz njih optužen i Zoran Karlović, no njemu je Vrhovni sud potvrdio oslobađajuću presudu. Vrhovni sud vratio je na ponovni postupak prvostupanjske oslobađajuće presude za druge optužene. Osuđeni su bili samo Bajramović i Šarić - zbog nezakonitog pritvaranja i iznude - na godinu i osam mjeseci, odnosno na godinu dana zatvora. Vrhovni je sud kazne povisio na 3, odnosno na godinu i osam mjeseci zatvora. U vrijeme izricanja prvostupanjske kazne, tadašnji sudac Ratko Šćekić obrazložio je oslobađajuće presude time da su "iskazi svjedoka bili u neskladu te nedostatkom dokaza".
Nakon ponovljenog suđenja 2005. godine Suljić, Mikola, Rimac, Bajramović i Šarić osuđeni su na ukupno 30 godina zatvora zbog ubojstva nepoznatog muškarca i odvođenja Miloša Ivoševića, Rade Pajića i Marka Grujića u improvizirani zatvor u Pakračkoj Poljani. Suljić je dobio 10, Rimac 8, Mikola 5, Bajramović 4 a Šarić 3 godine zatvora.
Drugo sudsko procesuiranje istog slučaja završilo je 2009. kada je prvooptuženi Damir Kufner na Županijskom sudu u Požegi nepravomoćno osuđen na 4.5 godine zatvora, drugooptuženi Davor Šimić na godinu dana, Pavao Vancaš na 3, Tomica Poleto na 16, Željko Tutić na 12 i Antun Ivezić na 10 godina zatvora.
10. prosinca 2010. policija je na zahtjev Županijskog državnog odvjetništva u Zagrebu privela Tomislava Merčepa. Tereti ga se zbog zapovjedne i neposredne odgovornosti za ratne zločine protiv civilnog stanovništva u Pakračkoj Poljani nad oko četrdesetak ljudi, od kojih je osam, nakon likvidacije 1991., bilo i spaljeno.

## TV emisije
- 4. listopada 2010., "Latinica" je u sklopu teme "Zločin iz mržnje" emitirala prilog o zločinima u Pakračkoj Poljani.

## Vanjske poveznice
- Tamna strana Domovinskog rata Slobodna Dalmacija